# Bjarte Myrhol
Bjarte Myrhol (Oslo, 1982. május 29. –) norvég válogatott kézilabdázó.

## Pályafutása

### Klubcsapatokban
Hazájában kezdte a kézilabdázást, majd a 2005–2006-os idényben az MKB Veszprém játékosa volt. A bakonyi klub játékosaként bajnoki címet nyert, és elődöntőbe jutott a Bajnokok Ligájában. Egy év után a német Nordhornba igazolt, ahonnan 2009-ben anyagi gondok miatt távozott a Löwenhez, ahol hat évet töltött el, és ahol 2013-ban EHF-kupát nyert. 2015-ben Dániában, a Skjern Håndboldban folytatta pályafutását. 2021-ben úgy döntött, befejezi pályafutását. 2022-ben a THW Kiel leigazolta szezon végi öt tétmérkőzésének erejéig a megsérült Hendrik Pekeler helyettesítésére.

### A válogatottban
A norvég válogatottal a 2016-os Európa-bajnokságon egészen az elődöntőig jutott, de ott két vereséget szenvedve a negyedik helyet szerezte meg. Később két érmet tudott szerezni, a 2017-es és a 2019-es világbajnokságon is ezüstérmes lett.

### Edzőként
2023 októberében bejelentették, hogy a következő szezontól átveszi a 2022–2023-as idényben norvég bajnoki bronzérmes Runar Håndball vezetőedzői pozícióját.

## Magánélet
2011-ben hererákot diagnosztizáltak nála, azonban a műtétje után hamar felgyógyult, és visszatért a kézilabdapályára.

## Galéria

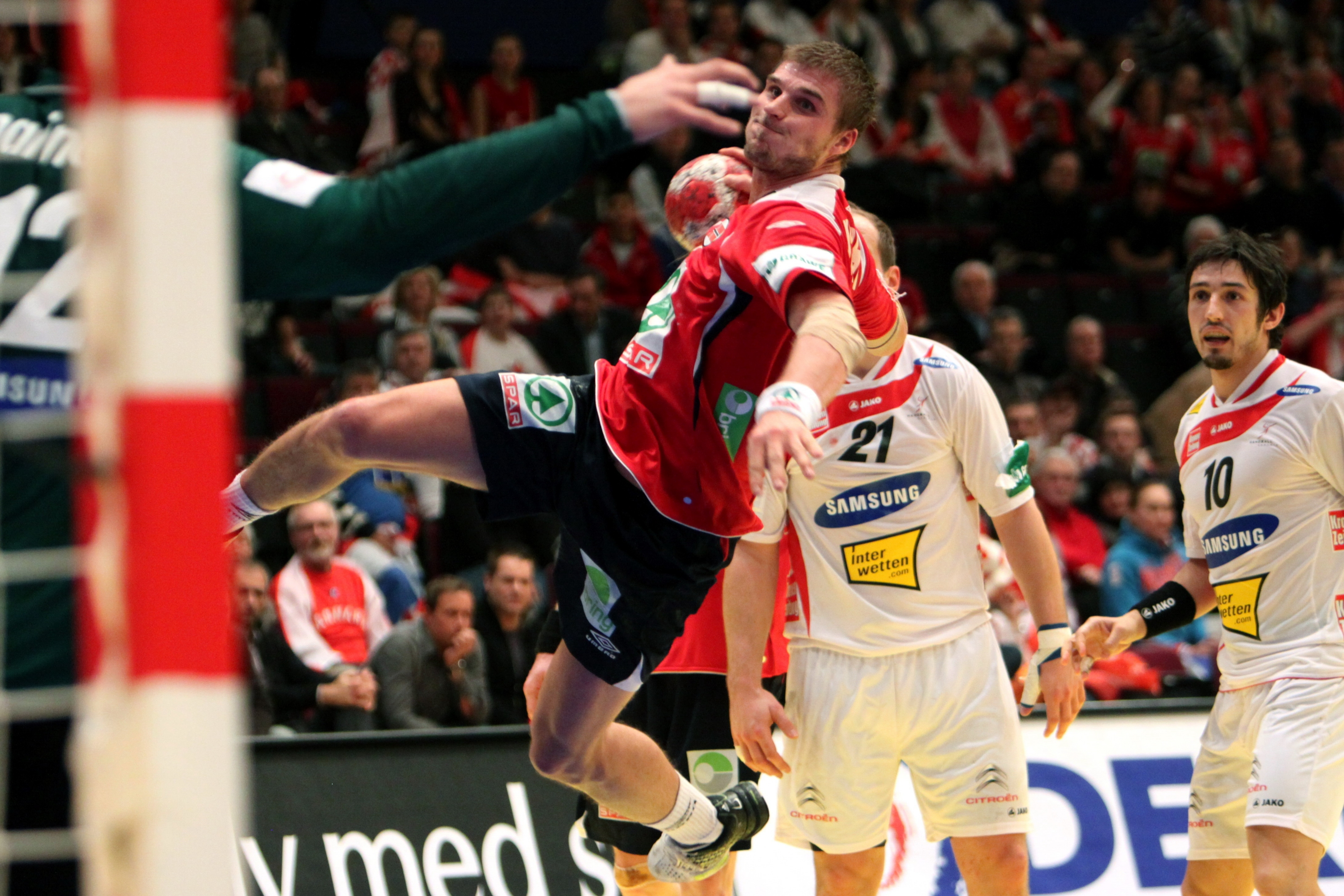
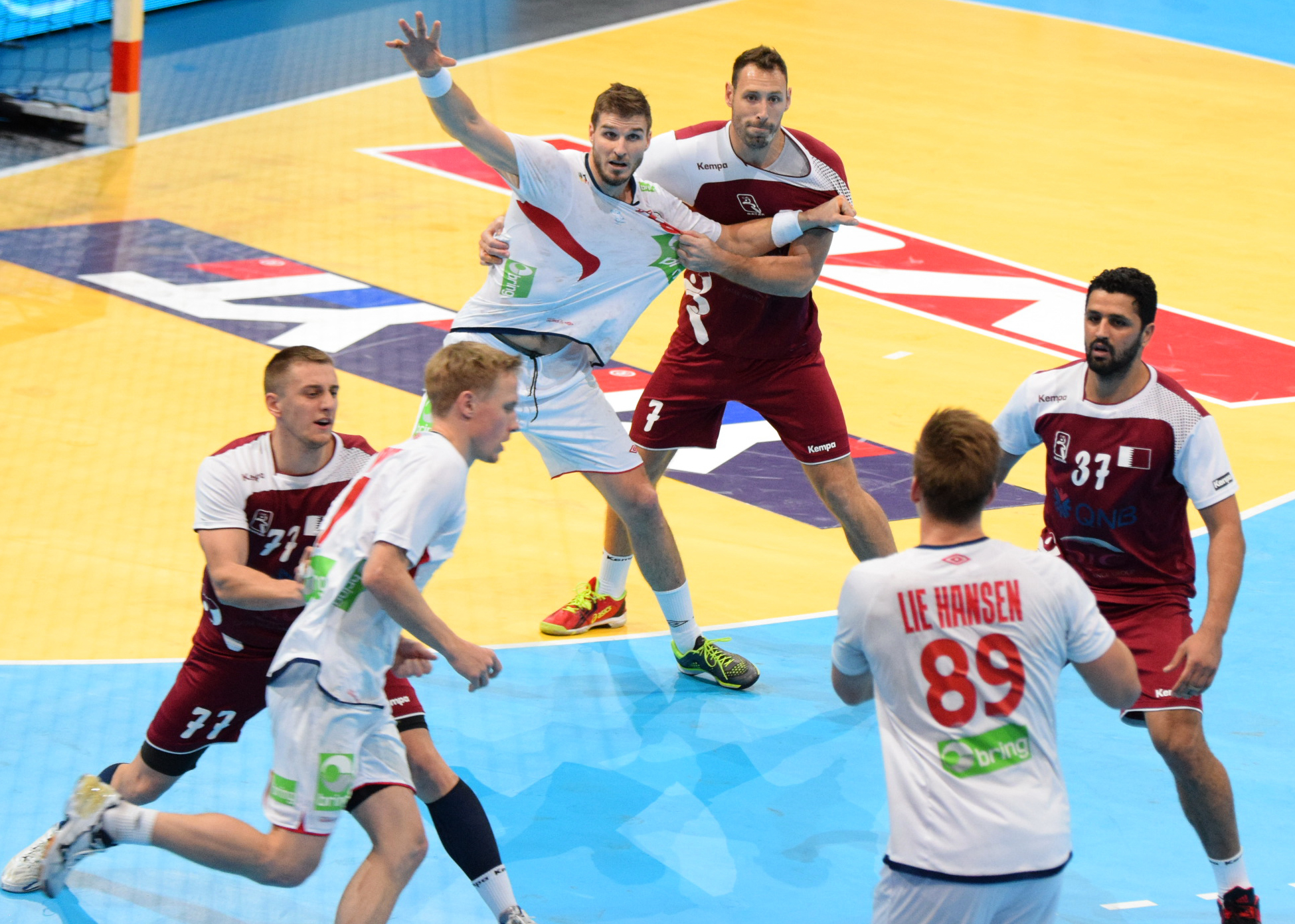
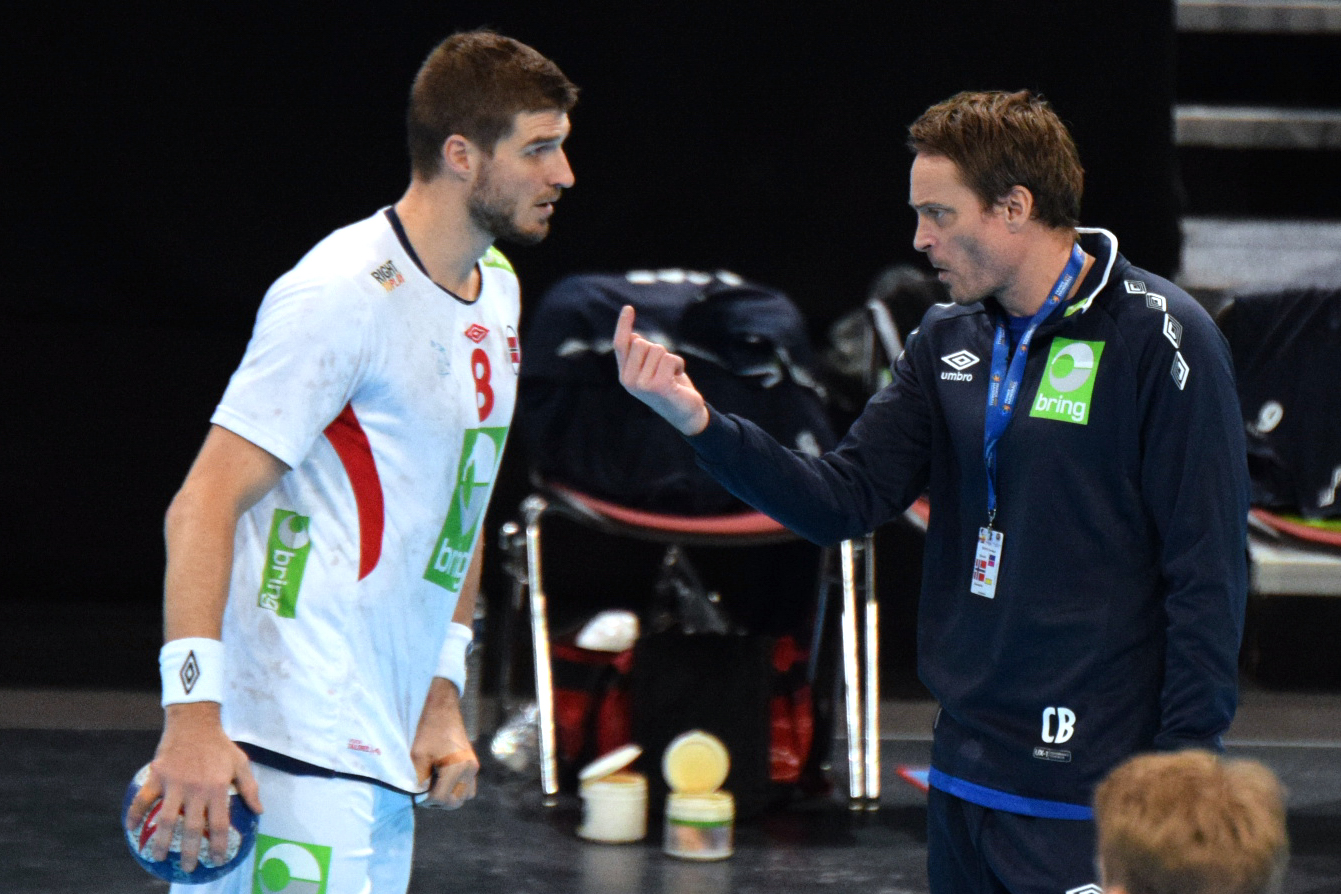
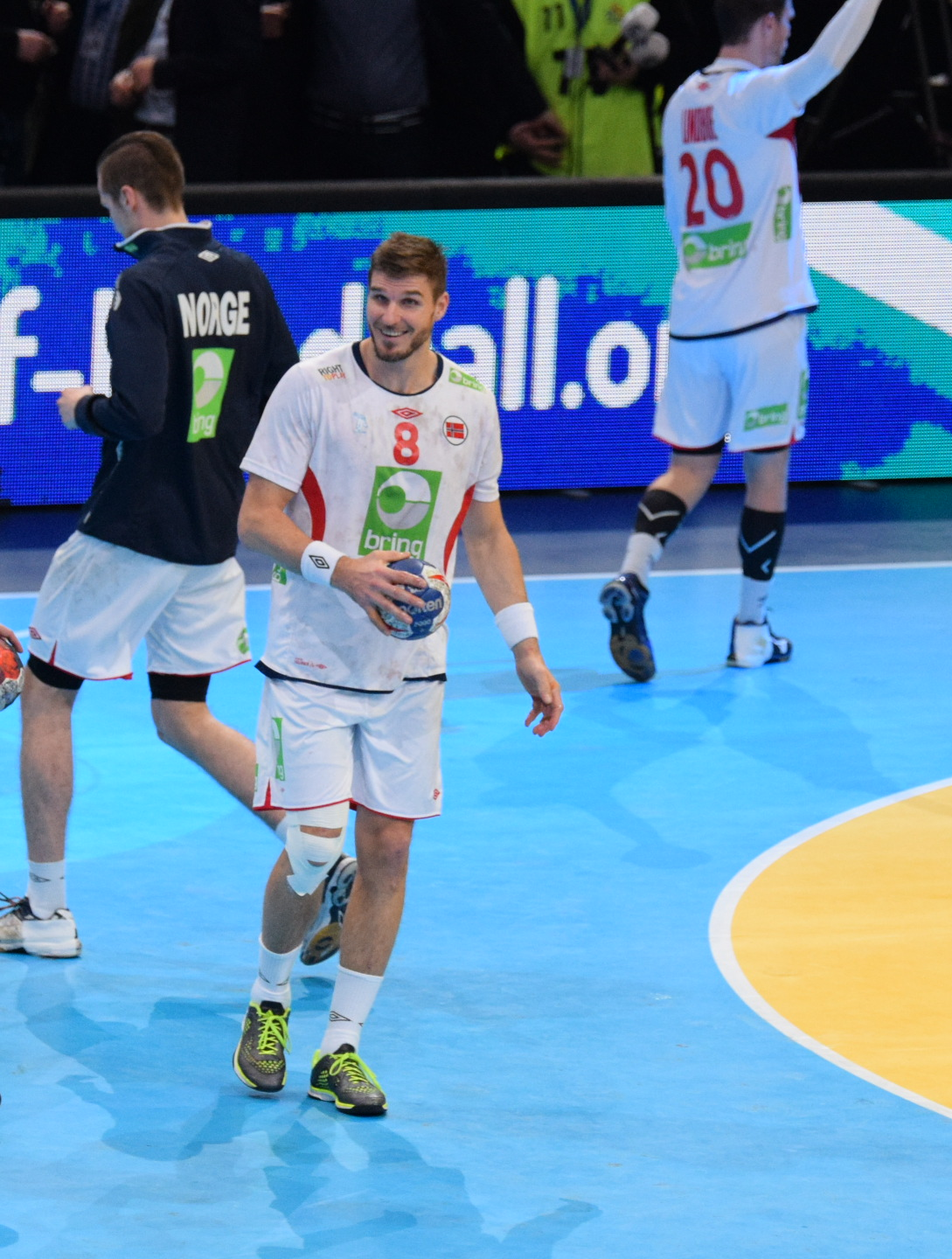
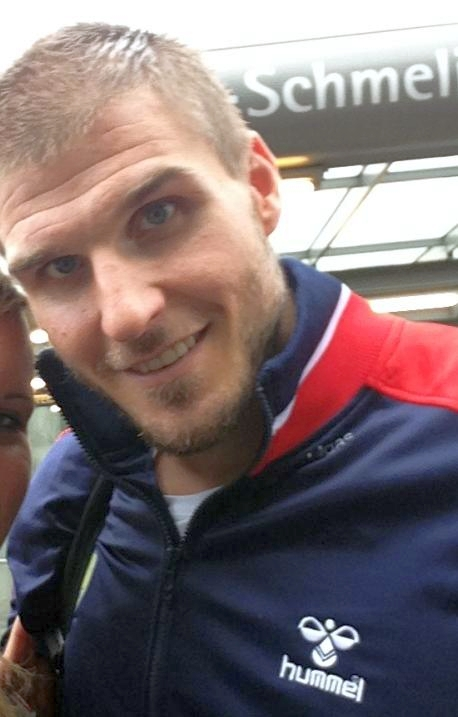

## Statisztikája a német Bundesligában
| Szezon    | Bajnokság           | Csapat     | Mérkőzés | Gól | Gól hétméteresből | Akciógól |
| --------- | ------------------- | ---------- | -------- | --- | ----------------- | -------- |
| 2006–07   | HSG Nordhorn        | Bundesliga | 027      | 087 | 0                 | 087      |
| 2007–08   | HSG Nordhorn        | Bundesliga | 026      | 089 | 0                 | 089      |
| 2008–09   | HSG Nordhorn-Lingen | Bundesliga | 025      | 139 | 0                 | 139      |
| 2009–10   | Rhein-Neckar Löwen  | Bundesliga | 029      | 111 | 0                 | 111      |
| 2010–11   | Rhein-Neckar Löwen  | Bundesliga | 030      | 131 | 0                 | 131      |
| 2011–12   | Rhein-Neckar Löwen  | Bundesliga | 026      | 87  | 0                 | 87       |
| 2012–13   | Rhein-Neckar Löwen  | Bundesliga | 033      | 131 | 0                 | 131      |
| 2013–14   | Rhein-Neckar Löwen  | Bundesliga | 032      | 117 | 0                 | 117      |
| 2014–15   | Rhein-Neckar Löwen  | Bundesliga | 034      | 100 | 1                 | 99       |
| 2006–2015 | Bundesliga          | Összesen   | 262      | 992 | 1                 | 991      |